# Koolhoven

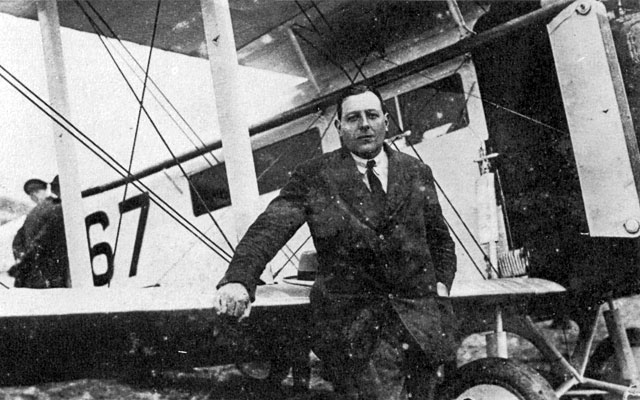
Фредерик Колховен у разработанного им самолёта BAT F.K.26

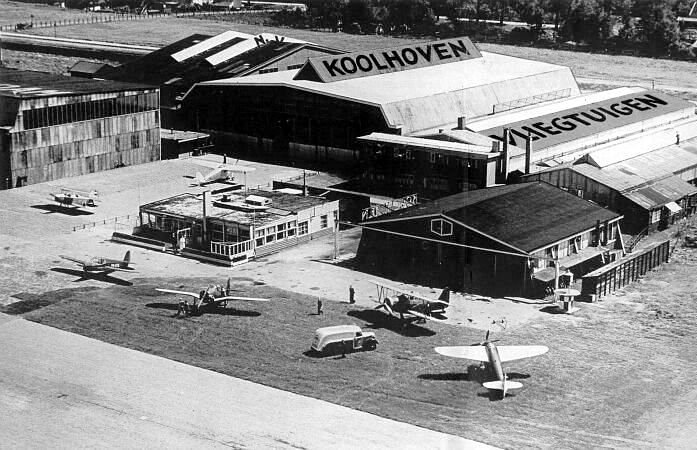
Завод компании Koolhoven при аэропорте Ваальхавен, Роттердам

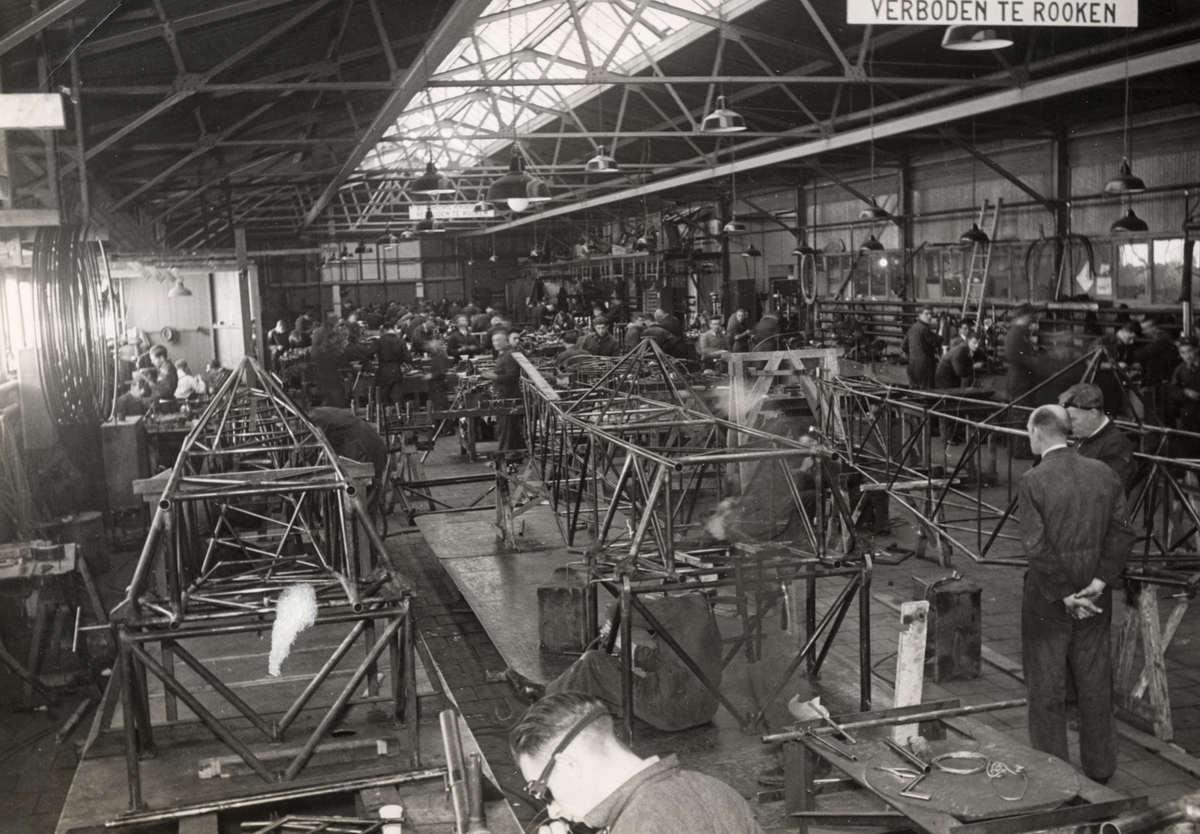
Сборочный цех, 1939 год

N.V. Koolhoven — ныне несуществующая голландская авиастроительная компания. С момента учреждения в 1926 году до разрушения во время блицкрига в мае 1940 года, оставалась вторым по величине производителем самолетов в Голландии (после фирмы Fokker). Хотя многие из созданных ею самолётов оказались столь же провальны с коммерческой точки зрения, насколько они были конструктивно совершенны, компании удалось добиться нескольких успехов, в числе которых истребитель FK-58, двухмоторный пассажирский самолёт FK-50 и связной FK-41, строившийся по лицензии английской компанией Desoutter.

## История
В 1920 году авиаконструктор Фредерик «Фриц» Колховен вернулся из Англии в Нидерланды. Послевоенные годы были для него не самыми лёгкими: компания British Aerial Transport, в которой он работал главным конструктором, обанкротилась, а остальные фирмы сами были на грани выживания. Однако, дома оказалось, что, хотя новая нидерландская авиакомпания KLM охотно покупала все доступные самолёты для эксплуатации на своих линиях, на рынке доминировала фирма Fokker. Выбора не было, и Колховен устроился в КБ на автозавод Spyker.
В 1921 году ситуация улучшилась, когда группа бизнесменов основала N.V. Nationale Vliegtuig Industrie и наняла его на должность главного конструктора. Но для второго голландского авиапроизводителя рынок был слишком тесен. И, как и в случае с BAT, хотя компания N.V.I. производила технически совершенные проекты, привлекавшие внимание всего мира, но практически не получала заказов. Компания просуществовала всего четыре года.
Колховен счёл себя достаточно опытным в бизнесе и убедил акционеров N.V.I. в блестящих перспективах компании при передаче ему руководства ею. Почти сразу после роспуска N.V.I. её активы были переданы новой компании: N.V. Koolhoven vliegtuigen («Самолёты Колховен»).
В течение первых пяти лет, с 1925 по 1930 год, ей удавалось оставаться на плаву, создавая на заказ штучные проекты, постепенно увеличивая продажи небольших частных самолётов и пытаясь прорваться к военным госзаказам. В 1930 году компания наконец-то достигла некоторого успеха, выпустив туристический моноплан FK-41. Хотя его выпуск ограничился лишь семью машинами, лицензию на этот самолёт удалось продать в Англию, где он выпускался по лицензии как Desoutter Mk.I/Mk.II.
К 1933 году объёмы военных заказов стали расти, и с заводских конвейеров всё чаще сходили учебные самолёты и разведчики самолёты для ВВС Нидерландов, а также для ряда других стран. Много заказов поступило в 1938 году, в преддверии надвигающейся войны. Даже Франция стала покупать истребители Koolhoven F.K. 58, поскольку её собственная авиастроительная промышленность была не в состоянии удовлетворить спрос со стороны национальных военно-воздушных сил.
В 1938 году завод Koolhoven в Ваальхавене занимал площадь около 8000 квадратных метров, на нём работали 1200 человек. Хотя компания Koolhoven по-прежнему не могла сравниться со своим главным конкурентом — фирмой Fokker, — она прочно заняла второе место.
Конец наступил 10 мая 1940 года. В начале немецкого вторжения в Нидерланды, германская авиация стремилась уничтожить как можно более самолётов голландских ВВС на земле. Утром этого дня аэродром Ваальхавен и прилегающие к нему объекты подверглись массированной бомбардировке. В их число входил и завод компании, разрушенный во время этой атаки. Вместе с ним были уничтожены все чертежи, модели и конструкторская документация по проектам.
Фредерик Колховен скончался от инсульта 1 июля 1946 года. Его компания, хотя и не имела средств производства, продолжала существовать как холдинг. В течение следующих десяти лет предпринимались различные попытки запустить новые проекты, но кроме постройки двух прототипов планёров ни один из них не был осуществлён, а в 1956 году компания Koolhoven окончательно закрылась и была ликвидирована.

## Продукция компании
Помимо экспериментального Heidevogel (1911 год), Фредерик Колховен спроектировал 59 самолетов, которые получили последовательные номера, от FK-1 до FK-59. Около половины из них никогда не строились. Проекты FK-1 — FK-28 были сделаны для английских компаний Armstrong Whitworth и BAT; FK-29 — FK-34 — для N.V.I. и лишь FK-35 — FK-59 создавались для собственной компании Колховена. Таким образом, первым «настоящим» самолетом Колховена был FK-35. Однако при учреждении своей фирмы, Фриц Колховен взял с собой проект лёгкого спортивного самолёта FK-30 "Toerist" первоначально разработанный для NVI, но не построенный. Иными словами, несколько самолётов «Toerist», построенных новой компанией Koolhoven, представляют собой её самые ранние модели, если не по дате производства, то по крайней мере, по нумерации.
На веб-сайте фонда Колховена перечислены 26 проектов Колховена, начиная с F.K.30 и заканчивая F.K.35 — F.K.59. Тем не менее, там также отмечено, что самолёты F.K.37, 38, 39 и 59 никогда не строились, а приводятся только изображения деревянных моделей проектов F.K.35 и F.K.36. Авиационная энциклопедия Jane's, хотя перечисляет только F.K.40, 41, 42, 43, 46, 48, 49, 51, 52, 53 и 58, но также упоминает и проект бомбардировщика F.K.50-b, которого нет на сайте Фонда.
Самыми известными из этих проектов являются высокоплан F.K.41, строившийся по лицензии как Desoutter Mk.II и двухмоторный транспортный моноплан F.K.50, два из которых использовались швейцарской авиастроительной компанией Alpar AG. Среди военных проектов наиболее успешными были биплан-разведчик Koolhoven F.K.51, который в большом количестве использовался в ВВС Нидерландов с середины 1930-х годов до Второй мировой войны, биплан Koolhoven F.K.52, применявшийся в финских ВВС и одноместный истребитель-моноплан Koolhoven F.K.58. Последний из них был заказанным Францией и составе её военно-воздушных сил принимал участие в битвы за Францию
Ниже представлен полный список самолетов и проектов компании Koolhoven:
- Heidevogel (1911) Первый экспериментальный самолет, построен 1;
- F.K.30 (1927) "Toerist" лёгкий спортивный моноплан;
- F.K.35 (1926) морской многоцелевой самолёт, мог выпускаться как моноплан или биплан, серийно не производился;
- F.K.36 (1926) увеличенная версия биплана F.K.35;
- F.K.37 Проект трехмоторного авиалайнера для KLM (не строится);
- F.K.39 Различные проекты двухместного истребителя-моноплана (не строился);
- F.K.40 (1928) Авиалайнер на 4 или 5 пассажиров;
- F.K.41, высокоплан ("спортивное купе"), выпускался по лицензии в Англии компанией Desoutter;
- F.K.42 (1929) высокоплан с открытой кабиной;
- F.K.43 (1930) трёхместный спортивный самолет / аэротакси по типу F.K.41;
- F.K.44 "Koolmees" частный самолет по типу F.K.41 / F.K.43;
- F.K.45 (1931) пилотажный биплан;
- F.K.46 (1930) учебный биплан;
- F.K.47 (1933) учебный биплан / частный самолет, единственный экземпляр;
- F.K.48 (1934) шестиместный двухмоторный авиалайнер для KLM, единственный экземпляр;
- F.K.49 (1935) двухмоторный самолет для аэрофотосъёмки, специально построен для ВВС Нидерландов, выпущены 4, ещё 3 недостроены;
- F.K.49A (1937) многоцелевой самолет;
- F.K.50 (1935) восьмиместный двухмоторный авиалайнер, более мощная модификация F.K.48, использовался Alpair;
- F.K.51 (1935) военный учебный биплан с открытой кабиной,
- F.K.52 (1936) двухместный биплан-разведчик и истребитель с закрытой кабиной, построено 6;
- F.K.53 "Junior" (1936) лёгкий туристический самолет;
- F.K.54 (1937) представительский самолёт с убирающимся шасси;
- F.K.55 (1936) экспериментальный истребитель с винтами встречного вращения;
- F.K.56 (1937) двухместный учебный/разведывательный самолёт;
- F.K.57 (1938) двухмоторный низкоплан представительского класса;
- F.K.58 (1938) современный истребитель-моноплан;
- Koolhoven F.K.59 (1940) многоцелевая разработка F.K.52, информация о том, была ли построена, отсутствует, последняя разработка Колховена;
- NVI F.K.29 (1923) двухместный одномоторный биплан с двумя пассажирами;
- NVI F.K.31 (1923) двухместный разведчик-истребитель, построено 17;
- NVI F.K.32 (1925) двухместный учебный биплан;
- NVI F.K.33 (1925) десятиместный трёхмоторный авиалайнер для KLM, построен 1;
- NVI F.K.34 (1925) трёхместный гидросамолет-разведчик;